# 福來 (選區)
福來（英語：Fuk Loi，代號K09）是香港荃灣區議會轄下的選區，1988年設立，1991年採用現名，1994年定為單議席選區，2023年取消，末任區議員為工聯會成員葛兆源。

## 範圍
選區位於荃灣市中心西部，介乎大河道、大涌道之間，北至青山公路及西樓角路，南面邊界則在沙咀道附近，包括福來邨、荃錦中心、南豐中心，以及路德圍、海壩街等一帶唐樓，相連的選區有德華、荃灣南、祈德尊、荃灣西以及愉景，投票站設於荃灣官立中學，亦曾使用路德圍內的路德會聖十架學校作為投票站。

## 沿革
本區於1982年區議會選舉屬荃灣西選區，1985年區議會選舉則定為雙議席選區，1988年區議會選舉因應荃景圍發展，雙議席荃灣西選區分拆為雙議席荃灣西（南）選區和雙議席荃灣西（北）選區，本區則屬荃灣西（南）選區。1991年起採用福來名稱，由原有雙議席荃灣西（南）選區改組而成，範圍涵蓋福來邨、荃錦中心兩大屋苑，路德圍、海壩街等一帶唐樓及住宅大廈以至祈德尊新邨一帶。
1991年區議會選舉有合共三名參選人，最後由港同盟成員兼原荃灣西（南）區議員陳偉業與黨友馮就錦分別以4,487及2,844票雙雙勝出，而報稱獨立候選人的原荃灣西（南）區議員張中仁則得2,707票落敗。
1993年港督彭定康推行政改方案改革區議會，取消所有委任議席及雙議席選區制度，全面實行單議席單票制，並改由選區分界及選舉事務委員會制定，區議會選區數目亦隨人口變動而大幅增加，祈德尊新邨一帶改劃為祈德尊選區、福來正式定為單議席選區。
1994年區議會選舉，陳偉業出選本區競逐連任，選後港同盟匯點合併為民主黨，故陳偉業亦為民主黨創黨成員，最終陳以1,779票，擊敗得870票、獨立候選人穆順富。
1999年區議會選舉，陳偉業轉戰麗興選區，使本區吸引三名參選人。民主黨派出趙葭甫出選；建制派民主建港聯盟則派出陸偉成；另有報稱獨立候選人、實為港進聯成員的駱昌漢參選。最終趙贏得1,680票當選，陸及駱分別得927及223票。
2003年區議會選舉，趙葭甫競逐連任，民建聯亦再度派出陸偉成對撼趙，最終趙以近乎七三比、1,094票的差距成功連任。 趙葭甫用心經營選區，每天早上就到福來邨「巡邨」，當街坊有事求助時，便第一時間趕到現場處理。
2007年區議會選舉，趙葭甫第三度出選競逐連任；建制陣營則有工聯會派出岑卓霖參選。趙最後雖得1,777票而成功連任，但與首次參選區議會的岑卓霖所得票數相比，差距只有333票。
由於差距接近，針對福來邨中江浙人士甚多，工聯會派出在福來邨長大的葛兆源到福來選區服務，趙葛二人也是江浙人士。2010年傳出趙葭甫身患重病，2011年初趙葭甫的宣傳單張，配有區內幼稚園校長梅綺玲頭像及名字，明顯地視梅綺玲為繼承人。2011年5月21日，趙葭甫因肺癌病逝，終年65歲，議席因而懸空，依例舉行補選。是次補選工聯會葛兆源，民主黨梅綺玲登記參選，補選當日戰情相當激烈，工聯會與民主黨也全力助選，最終葛得2,086票當選，並隨即擔任爲期四個多月的區議員，比起得到1,006票的梅多出1,080票。
數個月後的2011年區議會選舉，選管會因應本區人口過少，將大涌道、曹公坊、曹公街、海壩街一帶唐樓由祈德尊選區劃入。葛兆源競逐連任；民主黨梅綺玲亦再度出選。最終葛得2,511票、梅則得869票，葛以1,642票之大幅差距成功連任。
2015年區議會選舉，葛兆源競逐連任；有屬於傘兵的石威廉挑戰，但由於石因未符合參選條件而提名無效，故葛兆源在沒有其他人參選下自動當選。
2019年區議會選舉，葛再角逐連任，對手是民主黨成員、香港泛藍之友暨三民主義學習班群組創辦人黃湛聯及自稱是抗爭派的伍嘉儀，結果葛仍贏黃520票，連伍的得票也計算在內的話，葛以294票的差距成功連任。

## 歷屆議員
| 屆別                  | 議員   | 政治聯繫 | 政治聯繫  | 議員                                | 政治聯繫                            | 政治聯繫                            |
| --------------------- | ------ | -------- | --------- | ----------------------------------- | ----------------------------------- | ----------------------------------- |
| 1991年－1994年        | 陳偉業 |          | 港 港同盟 | 馮就錦                              |                                     | 港 港同盟                           |
| 1994年－1999年        | 陳偉業 |          | 民主黨    | 分拆出祈德尊選區後， 定為單議席選區 | 分拆出祈德尊選區後， 定為單議席選區 | 分拆出祈德尊選區後， 定為單議席選區 |
| 2000年－2003年        | 趙葭甫 |          | 民主黨    | 分拆出祈德尊選區後， 定為單議席選區 | 分拆出祈德尊選區後， 定為單議席選區 | 分拆出祈德尊選區後， 定為單議席選區 |
| 2004年－2007年        | 趙葭甫 |          | 民主黨    | 分拆出祈德尊選區後， 定為單議席選區 | 分拆出祈德尊選區後， 定為單議席選區 | 分拆出祈德尊選區後， 定為單議席選區 |
| 2008年－2011年5月21日 | 趙葭甫 |          | 民主黨    | 分拆出祈德尊選區後， 定為單議席選區 | 分拆出祈德尊選區後， 定為單議席選區 | 分拆出祈德尊選區後， 定為單議席選區 |
| 2011年7月25日－2011年 | 葛兆源 |          | 工聯會    | 分拆出祈德尊選區後， 定為單議席選區 | 分拆出祈德尊選區後， 定為單議席選區 | 分拆出祈德尊選區後， 定為單議席選區 |
| 2012年－2015年        | 葛兆源 |          | 工聯會    | 分拆出祈德尊選區後， 定為單議席選區 | 分拆出祈德尊選區後， 定為單議席選區 | 分拆出祈德尊選區後， 定為單議席選區 |
| 2016年－2019年        | 葛兆源 |          | 工聯會    | 分拆出祈德尊選區後， 定為單議席選區 | 分拆出祈德尊選區後， 定為單議席選區 | 分拆出祈德尊選區後， 定為單議席選區 |
| 2020年－2023年        | 葛兆源 |          | 工聯會    | 分拆出祈德尊選區後， 定為單議席選區 | 分拆出祈德尊選區後， 定為單議席選區 | 分拆出祈德尊選區後， 定為單議席選區 |

## 歷屆選舉結果
| 政党   | 政党   | 候选人    | 票数  | %     | ±      |
| ------ | ------ | --------- | ----- | ----- | ------ |
|        | 獨立   | ①. 伍嘉儀 | 226   | 4.15  | 不適用 |
|        | 工聯會 | ②. 葛兆源 | 2,871 | 52.70 | 不適用 |
|        | 民主黨 | ③. 黃湛聯 | 2,351 | 43.15 | 不適用 |
| 多数票 | 多数票 | 多数票    | 520   | 9.54  | 不適用 |

| 政党   | 政党   | 候选人 | 票数     | %      | ±      |
| ------ | ------ | ------ | -------- | ------ | ------ |
|        | 工聯會 | 葛兆源 | 自動當選 | 不適用 | 不適用 |
| 多数票 | 多数票 | 多数票 | 不適用   | 不適用 | 不適用 |

| 政党   | 政党   | 候选人    | 票数  | %     | ±      |
| ------ | ------ | --------- | ----- | ----- | ------ |
|        | 民主黨 | ①. 梅綺玲 | 869   | 25.71 | ▼6.83  |
|        | 工聯會 | ②. 葛兆源 | 2,511 | 74.29 | ▲6.83  |
| 多数票 | 多数票 | 多数票    | 1,642 | 48.58 | 不適用 |

| 政党   | 政党   | 候选人    | 票数  | %     | ±      |
| ------ | ------ | --------- | ----- | ----- | ------ |
|        | 工聯會 | ①. 葛兆源 | 2,086 | 67.46 | 不適用 |
|        | 民主黨 | ②. 梅綺玲 | 1,006 | 32.54 | 不適用 |
| 多数票 | 多数票 | 多数票    | 1,080 | 34.93 | 不適用 |

| 政党   | 政党   | 候选人    | 票数  | %     | ±      |
| ------ | ------ | --------- | ----- | ----- | ------ |
|        | 工聯會 | ①. 岑卓霖 | 1,444 | 44.83 | 不適用 |
|        | 民主黨 | ②. 趙葭甫 | 1,777 | 55.17 | ▼11.56 |
| 多数票 | 多数票 | 多数票    | 333   | 10.34 | 不適用 |

| 政党   | 政党   | 候选人    | 票数  | %     | ±      |
| ------ | ------ | --------- | ----- | ----- | ------ |
|        | 民建聯 | ①. 陸偉成 | 1,088 | 33.27 | ▲0.51  |
|        | 民主黨 | ②. 趙葭甫 | 2,182 | 66.73 | ▲7.37  |
| 多数票 | 多数票 | 多数票    | 1,094 | 33.46 | 不適用 |

| 政党   | 政党   | 候选人    | 票数  | %     | ±      |
| ------ | ------ | --------- | ----- | ----- | ------ |
|        | 港進聯 | ①. 駱昌漢 | 223   | 7.88  | 不適用 |
|        | 民主黨 | ②. 趙葭甫 | 1,680 | 59.36 | 不適用 |
|        | 民建聯 | ③. 陸偉成 | 927   | 32.76 | 不適用 |
| 多数票 | 多数票 | 多数票    | 753   | 26.61 | 不適用 |

| 政党   | 政党   | 候选人 | 票数  | %     | ±      |
| ------ | ------ | ------ | ----- | ----- | ------ |
|        | 港同盟 | 陳偉業 | 1,779 | 67.16 | ▲22.46 |
|        | 獨立   | 穆順富 | 870   | 32.84 | 不適用 |
| 多数票 | 多数票 | 多数票 | 909   | 34.31 | 不適用 |

| 政党   | 政党   | 候选人 | 票数  | %     | ±      |
| ------ | ------ | ------ | ----- | ----- | ------ |
|        | 港同盟 | 陳偉業 | 4,487 | 44.70 | 不適用 |
|        | 港同盟 | 馮就錦 | 2,844 | 28.33 | 不適用 |
|        | 獨立   | 張中仁 | 2,707 | 26.97 | 不適用 |
| 多数票 | 多数票 | 多数票 | 137   | 1.36  | 不適用 |

| 政党   | 政党   | 候选人 | 票数  | %     | ±      |
| ------ | ------ | ------ | ----- | ----- | ------ |
|        | 獨立   | 張中仁 | 2,467 | 46.39 | 不適用 |
|        | 民協   | 陳偉業 | 2,280 | 42.87 | 不適用 |
|        | 獨立   | 陳智達 | 571   | 10.74 | 不適用 |
| 多数票 | 多数票 | 多数票 | 1,709 | 32.14 | 不適用 |

| 政党   | 政党   | 候选人 | 票数  | %     | ±      |
| ------ | ------ | ------ | ----- | ----- | ------ |
|        | 獨立   | 陳偉業 | 4,503 | 37.20 | 不適用 |
|        | 獨立   | 張中仁 | 2,759 | 22.79 | 不適用 |
|        | 獨立   | 陳冠成 | 2,099 | 17.34 | 不適用 |
|        | 獨立   | 陳典琪 | 2,030 | 16.77 | 不適用 |
|        | 獨立   | 陳耀   | 713   | 5.89  | 不適用 |
| 多数票 | 多数票 | 多数票 | 660   | 5.45  | 不適用 |

| 政党   | 政党     | 候选人 | 票数  | %     | ±      |
| ------ | -------- | ------ | ----- | ----- | ------ |
|        | 公民協會 | 陳冠成 | 2,201 | 61.81 | 不適用 |
|        | 獨立     | 張中仁 | 716   | 20.11 | 不適用 |
|        | 無黨派   | 朱梓焜 | 330   | 9.27  | 不適用 |
|        | 無黨派   | 楊玉蓮 | 314   | 8.82  | 不適用 |
| 多数票 | 多数票   | 多数票 | 1,485 | 41.70 | 不適用 |